# Pribina
Pribina je bil do leta 833 knez Kneževine Nitre na ozemlju sedanje Slovaške in od leta 840 knez severnega dela frankovske Spodnje Panonije, * ok. 800, † 861.
Njegova kariera je opisana v latinski zgodovini Conversio Bagoariorum et Carantanorum (Spreobrnjenje Bavarcev in Karantancev), napisani v Salzburgu  v 870. letih. Bil je  prvi vladar slovanskega porekla, ki je na slovanskem ozemlju v Nitri zgradil krščansko cerkev, in prvi, ki je bil krščen. Ko ga je napadel in od tam pregnal Mojmir I. Moravski, je Pribina pobegnil k Ratbodu, prefektu Vzhodne marke. Po sporu z Ratbodom je skupaj s sinom Kocljem pobegnil v Srem v Prvo bolgarsko cesarstvo. Iz Srema se je vrnil k slovanskemu knezu Ratimirju v Spodnjo Panonijo in od tam zbežal na Kranjsko k tamkajšnjemu grofu Sallachu. Po spravi z Ratbodom je od kralja Ludvika Nemškega leta 840 dobil  v fevd del Spodnje Panonije okrog Blatenskega Kostela. Kot zvest frankovski vazal, verjetno z bavarskimi sorodstvenimi vezmi, je leta 847 postal dux (severne) Spodnje Panonije.

## Zgodnje življenje
Obrobni zapis v Conversio Bagoariorum et Carantanorum, ki je zdaj vključen v
njeno glavno besedilo, omenja, da je imel Pribina alodialna zemljišča v Nitravi ultra Danuvium, kjer je salzburški nadškof Adalram (821–836) posvetil cerkev. Nitravo so zgodovinarji prepoznali kot Nitro na Slovaškem. Za Pribino velja, da je vladal veliki zgodnjesrednjeveški trdnjavi v tem mestu. Posvetitev cerkve v Nitravi se je zgodila okoli leta 827. Cerkev zato velja za prvo cerkev v vsej vzhodni Evropi, katere obstoj je pisno dokumentiran. Tega, da je bila cerkev posvečena za samega Pribino ali za njegovo ženo, se ne more dokazati. Zdi se, da je bila njegova žena iz bavarske družine Wilhelminov.
Sodobni zgodovinarji še vedno razpravljajo o tem, ali je Pribina posedoval Nitravo kot poročnik Mojmirja I., prvega znanega vladarja Moravske, ali pa je bil  morda drugi ali tretji  knez neodvisne slovanske kneževine Nitre. Najboljši vir, ki opisuje njegovo življenje, Conversio Bagoariorum et Carantanorum, ga nikoli ne omenja kot kneza (dux, gentilis).  omenja pa, da ga je od tam čez Donavo pregnal velikomoravski knez Mojmir I. kmalu potem, ko je okrog leta 833 Ratbod prevzel obrambo vzhodne meje Vzhodne Frankovske.

## Tavanje po Evropi
Po izgonu  je Pribina pobegnil k Ratbodu, ki ga je predstavil Ludviku Nemškemu. Kralj je Pribini ukazal, da se krsti v cerkvi v Traismauerju v Avstriji in nato s svojimi privrženci služi v Ratbodovi vojski. Ratbod in Pribina sta se kmalu sprla in slednji je v strahu za svoje življenje skupaj s sinom Kocljem pobegnil v Prvo bolgarsko cesarstvo. Bolgarski car Malamir je takrat ravno sklenil mir z Vzhodno Frankovsko, zato ga Pribina ni uspel prepričati, naj ukrepa proti Frankom.
Pribina je zatem odšel v Spodnjo Panonijo, ki ji je vladal slovanski knez Ratimir. Ker je bila Spodnja Panonija del Ratbodove prefekture, je bilo Ratimirjevo skrivanje Pribine enako uporu. Ludvik Nemški je zato leta 838 poslal Ratboda na čelu velike bavarske vojske v Panonijo, da bi zatrl Ratimirja, toda Pribina in njegovi privrženci so se zatekli na Kranjsko k grofu Salachu. Z njegovim posredovanjem ta se Ratbod in Pribina pobotala.
Ludvik Nemški se je zdaj odločil rešiti trenutno nestabilnost v Spodnji Panoniji tako, da bi Pribina postal novi vladar te pokrajine. 10. januarja 846 je kralj na zahtevo svojih privržencev podelil Pribini ozemlje ob reki Zali blizu Blatnega jezera, kjer naj bi vladal kot zvest vojvoda (dux)  Ludvika Nemškega.

## DuxSpodnje Panonije
Pribinova glavna naloga je bila zbirati skupine Slovanov, ki so bežale iz različnih smeri, in jih ohraniti zveste Frankom. Pribina je v ta namen začel leta 846 na ozemlju sodobnega Zalavárja, obkroženega z gozdovi in močvirji ob reki Zali, graditi veliko trdnjavo kot sedež svoje oblasti. Njegov izjemno dobro utrjen grad, ki je postal znan kot Blatnograd ali Moosburg (Močvirska trdnjava), je služil kot branik tako proti Bolgarom kot proti Moravcem.  Pribinova oblast je segala od reke Rabe na severu do Pécsa na jugovzhodu in Ptuja na zahodu.
Pribina se je lotil pokristjanjevanja lokalnega prebivalstva in gradenj cerkva v regiji. Na njegovo željo je salzburški nadškof posvetil več cerkva v Spodnji Panoniji, med njimi eno v današnjem Pécsu. Samostanu Niederaltaich je podaril tristo domačij in vinogradov ob kolenu reke Zale,  kar je leta 860 potrdil kralj Ludvik Nemški.
Zdi se, da je imel Pribina vidno vlogo na pohodih Ludvika Nemškega proti Mojmirju I. Moravskemu. Leta 846, na primer, mu je Ludvik Nemški na pohodih na Bavarskem velikodušno podaril sto domačij, domnevno zato, da bi pomagal oskrbeti Pribinove čete za prihajajoči pohod. Še več, Ludvik Nemški je leta 847 vse Pribinove beneficije ob Blatnem jezeru, razen tistih, ki jih je dobil od salzburškega nadškofa, spremenil v osebno lastnino, da bi ga nagradil za njegovo zvesto službo, verjetno v nedavnih akcijah proti Čehom in Moravcem.
Pribinovo  smrt spremlja nekaj nejasnosti. Pribina je bil morda ubit v bitki z Moravci, ki so podprli Ludvikovega sina Karlmana v uporu proti očetu, ali pa ga je Karlman ujel in predal Moravcem. Ludvik Nemški je za vladarja Spodnje Panonije leta 864 imenoval Pribinovega sina Koclja.